# Thêta
Cette page contient des caractères spéciaux ou non latins. S’ils s’affichent mal (▯, ?, etc.), consultez la page d’aide Unicode.
Pour les articles homonymes, voir Thêta (homonymie) et O barré.
Thêta (capitale Θ, minuscule θ ; en grec θήτα) est la huitième lettre de l'alphabet grec, dérivée de la lettre ṭēth  de l'alphabet phénicien.

## Usage
En grec ancien, thêta représente une consonne occlusive dentale sourde aspirée /t̪ʰ/.
En grec moderne, elle représente une consonne fricative dentale sourde /θ/.
Dans le système de numération grecque, thêta vaut 9.
En géométrie, la lettre thêta est fréquemment utilisée pour désigner un angle.

## Histoire

### Origine
La lettre Thêta tire son origine de la lettre correspondante de l'alphabet phénicien, . Celle-ci provient peut-être de l'alphabet protosinaïtique, une écriture utilisée dans le Sinaï il y a plus de 3 500 ans, elle-même probablement dérivée de certains hiéroglyphes égyptiens ; le hiéroglyphe sur lequel la lettre phénicienne est basée signifierait « roue » . L'alphabet phénicien atteint une forme plus ou moins standard vers le XIe siècle av. J.-C. Sa 9e lettre est une consonne (l'alphabet phénicien est un abjad qui ne note pas les voyelles) correspondant probablement au son [tˤ].
La lettre correspondante de l'alphabet sudarabique est , ṭ, correspondant à la lettre ጠ, ṭäyt, de l'alphasyllabaire guèze. Dans les alphabets sémitiques, la lettre phénicienne a conduit au syriaque ܛ, à l'hébreu ט, à l'araméen , à l'arabe ط et au berbère ⵟ.

### Alphabets archaïques

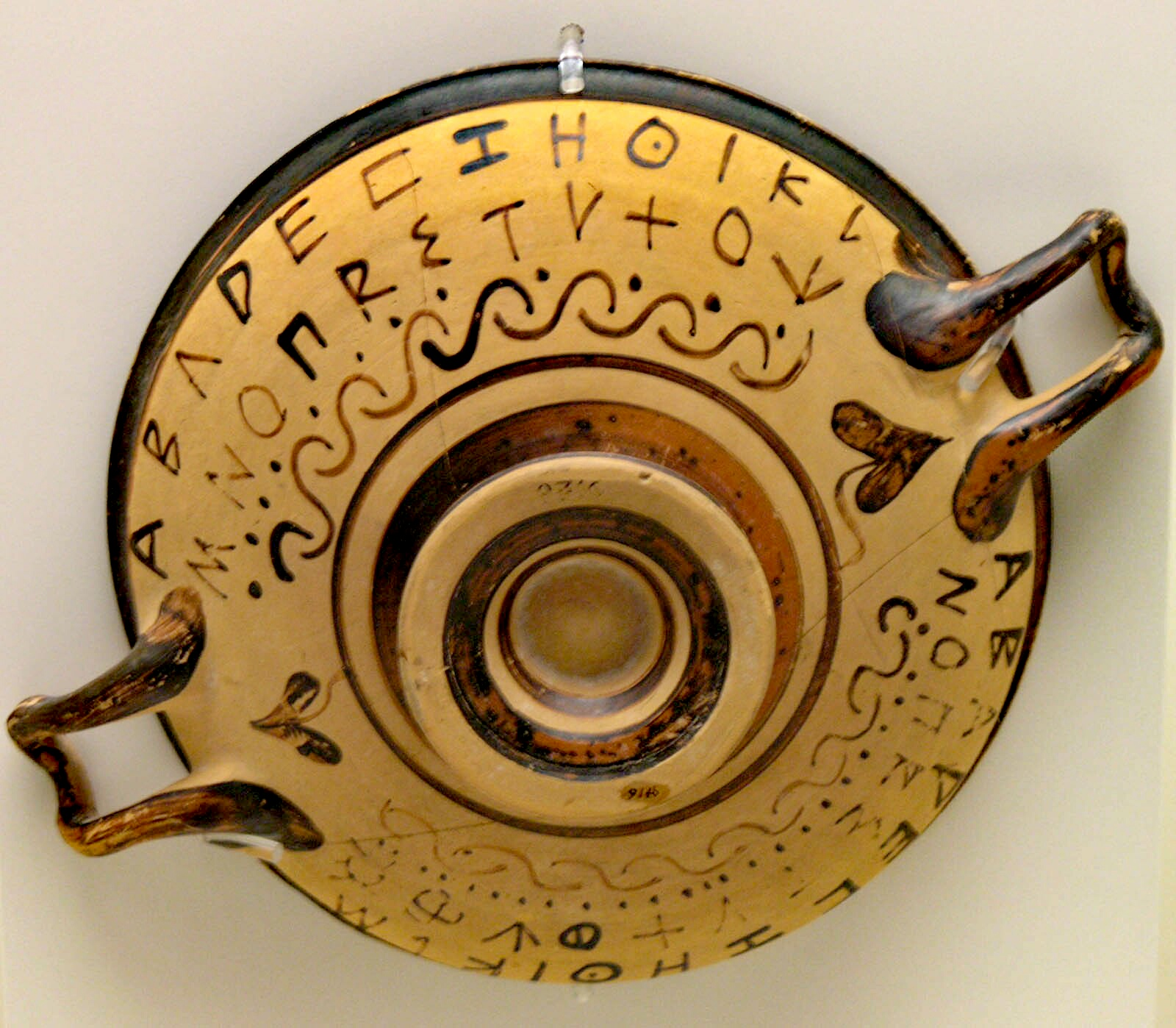
Alphabet grec peint sur la panse d'une coupe attique à figures noires ; le thêta est écrit sous la forme d'un point entouré d'un cercle.

À l'époque archaïque, les peuples grecs adaptent l'alphabet phénicien pour écrire leur propre langue. Le ṭēth phénicien est utilisé pour noter le son /t̪ʰ/, proche. Les différentes alphabets grecs archaïques utilisent des symboles divers pour noter le thêta, principalement sous la forme d'une croix droite ou inclinée, circonscrite par un cercle, 🜨 ou 🝴, ou d'un cercle traversé par un segment horizontal, 🜔, ou avec un point en son centre, ☉.
En résumé, le thêta prend des formes diverses comme, :
, , , , , , , , , ,  ou .

### Évolution
La forme actuelle de la lettre provient de l'alphabet utilisé en Ionie, qui est progressivement adopté par le reste du monde grec antique (Athènes passe un décret formel pour son adoption officielle en 403 av. J.-C. ; son usage est commun dans les cités grecques avant le milieu du IVe siècle av. J.-C.).
L'alphabet grec reste monocaméral pendant longtemps. Les formes minuscules proviennent de l'onciale grecque, une graphie particulière créée à partir de la majuscule et de la cursive romaine vers le IIIe siècle et adaptée à l'écriture à la plume, et sont créées vers le IXe siècle. Pendant la Renaissance, les imprimeurs adoptent la forme minuscule pour les polices bas-de-casse, et modèlent les lettres capitales sur les formes des anciennes inscriptions, conduisant le grec à devenir bicaméral.

### Nom
Tout comme la plupart des noms des autres lettres, « thêta » ne signifie rien de particulier en grec et n'est qu'un emprunt direct au nom de la lettre en phénicien. Il est supposé que le nom de la lettre phénicienne correspondante signifierait « roue » ou « bouclier ».
En grec moderne, la lettre est appelée θήτα (thếta), prononcée /ˈθita/. En grec ancien, elle est nommée θῆτα (thễta), prononcée /tʰɛ̂ːta/.

### Dérivés
La lettre thêta est transmise à l'alphabet étrusque via l'alphabet grec employé en Eubée — alphabet que les Étrusques apprennent à Pithécusses (Ischia), près de Cumes. Le son qu'il transcrit n'étant pas utilisé par les Romains, le thêta n'est pas incorporé dans l'alphabet latin. Toutefois, aujourd’hui, la lettre latine thêta en est dérivée.
La langue gauloise utilise une lettre spéciale dérivée du thêta grec, le tau gallicum, notée de diverses façons, analogues à Đ, ð ou Θ. On pense que sa valeur phonétique est [t͡s].
Dans l'alphabet cyrillique, le thêta donne naissance à la lettre archaïque fita, Ѳ, utilisée pour écrire des noms propres issus du grec. Les peuples slaves, qui adoptent cet alphabet, la prononcent [f] au lieu de [θ]. Faisant du coup doublon avec la lettre Ф, elle est supprimée du russe en 1918.
Dans l'alphabet copte, la lettre conduit à la lettre tʰēta, Ⲑ.
Il est possible que l'alphabet arménien dérive de l'alphabet grec. Dans ce cas, le t'o, Թ, dériverait du thêta.

Ṭēth phénicien
Thêta épigraphique grec
Thêta grec majuscule moderne
Écriture onciale
Variantes cursives
Variantes minuscules
Thêta grec minuscule moderne
TH étrusque
Fita cyrillique
Tʰēta copte

## Typographie
La forme bas-de-casse du thêta possède deux variantes typographiques, héritées de l'écriture manuscrite médiévale. La première, la plus courante en typographie moderne, ressemble à un thêta capitale en plus petit : θ. La deuxième dérive d'une variante de l'écriture minuscule médiévale : ϑ.
En typographie habituelle, les deux formes bas-de-casse sont de simples variantes de police. Elles peuvent cependant avoir une signification différente en tant que symboles mathématiques et les systèmes informatiques offrent des codages différents pour chacune des deux.

## Symbolisme

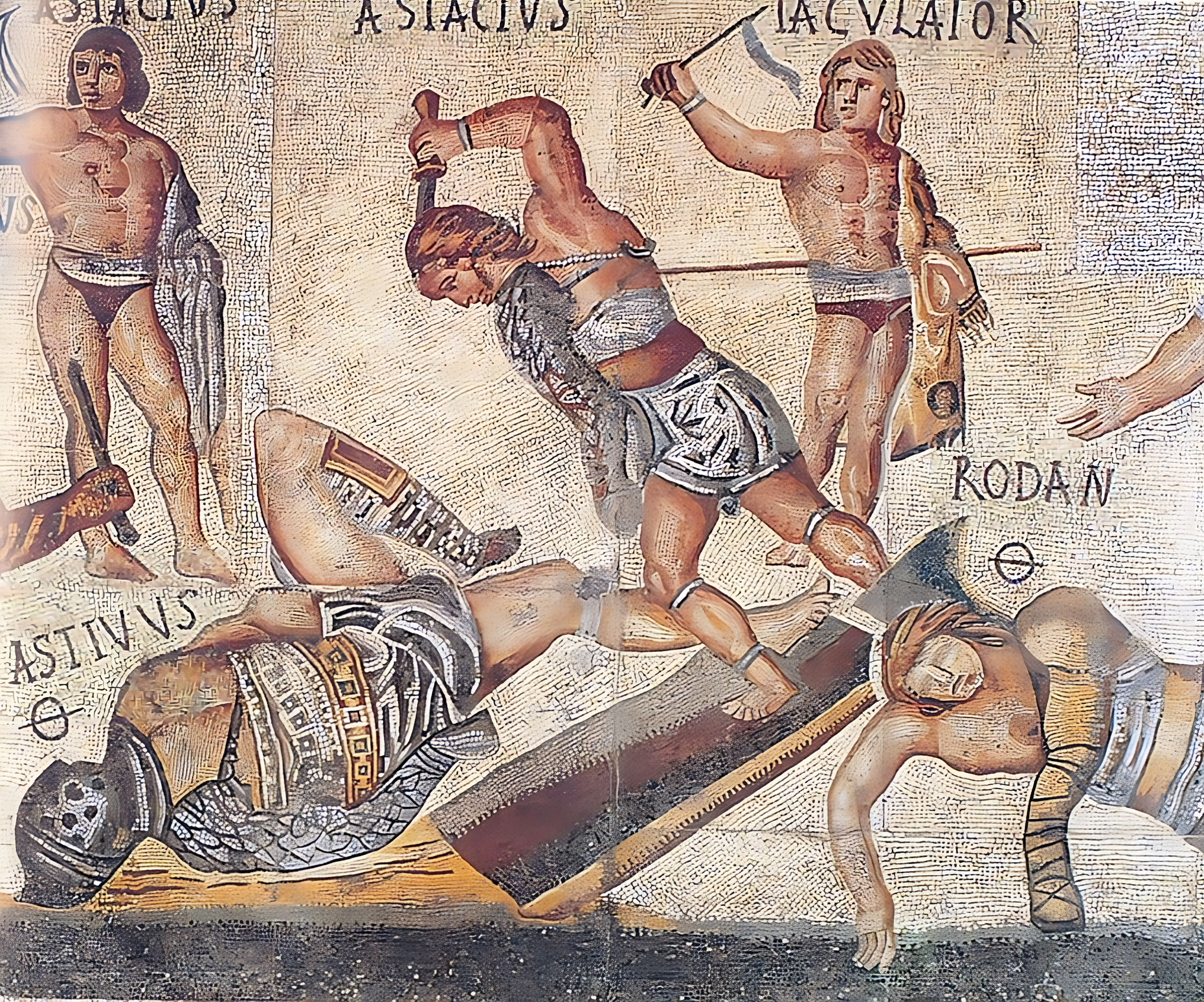
Détail d'une mosaïque de la villa Borghese décrivant une scène de gladiature : les gladiateurs morts sont indiqués par « Θ » (θάνατος, mort).

Dans l'Athènes classique, le thêta infelix est utilisé comme abréviation du grec θάνατος (thanatos, « mort ») ; il est également employé comme symbole de Thanatos, de manière similaire à la tête de mort à l'époque contemporaine. On le trouve sur des morceaux de poterie utilisés par les Athéniens pour voter la peine de mort. Un signe similaire est aussi utilisé en latin, nommé thêta infelix ou thêta nigrum.
Dans un document datant de 1291, le mathématicien Petrus de Dacie (en) raconte que le thêta est utilisé pour marquer les criminels et que le fer à marquer est fixé sur la barre transversale traversant le cercle. Pour cette raison, l'usage du thêta numéral est parfois évité lorsque sa connotation semble malchanceuse. Par exemple, les marques monétaires des pièces de la fin de l'Empire romain portent la somme ΔΕ ou ΕΔ (delta et epsilon, c'est-à-dire 4 et 5) substituée par euphémisme là où un Θ (9) serait attendu.

## Codage
La majuscule Θ possède les codages suivants :
- Unicode : U+0398
- Entité HTML : &Theta;
- TeX : \Theta ; {\displaystyle \Theta }
- DOS Greek : 135
- DOS Greek-2 : 172
- Windows-1253 : 200

La minuscule θ possède les codages suivants :
- Unicode : U+03B8
- Entité HTML : &theta;
- TeX : \theta ; {\displaystyle \theta }
- DOS Greek : 159
- DOS Greek-2 : 226
- Windows-1253 : 232

La minuscule cursive ϑ possède les codages suivants :
- Unicode : U+03D1
- Entité HTML : &thetasym;
- TeX : \vartheta ; {\displaystyle \vartheta }

Le tableau suivant recense les différents caractères Unicode utilisant le thêta:
| Type         | Glyphe | Code    | Bloc Unicode                           | Nom Unicode                                                           |
| ------------ | ------ | ------- | -------------------------------------- | --------------------------------------------------------------------- |
|              | OoθOo  | U+03B8  | Grec et copte                          | lettre minuscule grecque thêta                                        |
|              | OoΘOo  | U+0398  | Grec et copte                          | lettre majuscule grecque thêta                                        |
|              | OoϑOo  | U+03D1  | Grec et copte                          | symbole grec thêta                                                    |
|              | OoϴOo  | U+03F4  | Grec et copte                          | symbole grec thêta majuscule                                          |
| gras         | Oo𝚯Oo  | U+1D6AF | Symboles mathématiques alphanumériques | majuscule mathématique grasse thêta                                   |
| gras         | Oo𝛉Oo  | U+1D6C9 | Symboles mathématiques alphanumériques | minuscule mathématique grasse thêta                                   |
| gras         | Oo𝚹Oo  | U+1D6B9 | Symboles mathématiques alphanumériques | majuscule mathématique grasse thêta                                   |
| gras         | Oo𝛝Oo  | U+1D6DD | Symboles mathématiques alphanumériques | minuscule mathématique grasse thêta                                   |
| ital.        | Oo𝛳Oo  | U+1D6F3 | Symboles mathématiques alphanumériques | symbole mathématique italique thêta majuscule                         |
| ital.        | Oo𝜗Oo  | U+1D717 | Symboles mathématiques alphanumériques | symbole mathématique italique thêta                                   |
| gras – ital. | Oo𝜣Oo  | U+1D723 | Symboles mathématiques alphanumériques | majuscule mathématique italique grasse thêta                          |
| gras – ital. | Oo𝜽Oo  | U+1D73D | Symboles mathématiques alphanumériques | minuscule mathématique italique grasse thêta                          |
| gras – ital. | Oo𝜭Oo  | U+1D72D | Symboles mathématiques alphanumériques | symbole mathématique italique grasse thêta majuscule                  |
| gras – ital. | Oo𝝑Oo  | U+1D751 | Symboles mathématiques alphanumériques | symbole mathématique italique grasse thêta                            |
| gras         | Oo𝝝Oo  | U+1D75D | Symboles mathématiques alphanumériques | majuscule mathématique grasse sans empattement thêta                  |
| gras         | Oo𝝷Oo  | U+1D777 | Symboles mathématiques alphanumériques | minuscule mathématique grasse sans empattement thêta                  |
| gras         | Oo𝝧Oo  | U+1D767 | Symboles mathématiques alphanumériques | symbole mathématique grasse sans empattement thêta majuscule          |
| gras         | Oo𝞋Oo  | U+1D78B | Symboles mathématiques alphanumériques | symbole mathématique grasse sans empattement thêta                    |
| gras – ital. | Oo𝞗Oo  | U+1D797 | Symboles mathématiques alphanumériques | majuscule mathématique italique grasse sans empattement thêta         |
| gras – ital. | Oo𝞱Oo  | U+1D7B1 | Symboles mathématiques alphanumériques | minuscule mathématique italique grasse sans empattement thêta         |
| gras – ital. | Oo𝞡Oo  | U+1D7A1 | Symboles mathématiques alphanumériques | symbole mathématique italique grasse sans empattement thêta majuscule |
| gras – ital. | Oo𝟅Oo  | U+1D7C5 | Symboles mathématiques alphanumériques | symbole mathématique italique grasse sans empattement thêta           |